# Benakatti, Bagalkot
Benakatti là một làng thuộc tehsil Bagalkot, huyện Bagalkot, bang Karnataka, Ấn Độ.